# پناهگاه صخره‌ای دره راه دهکی
پناهگاه صخره‌ای دره راه دهکی مربوط به دوره ساسانیان است و در شهرستان ارسنجان، بخش مرکزی، دهستان خبریز، شرق روستای صفرآباد، داخل دره معروف به راه دهکی واقع شده و این اثر در تاریخ ۲۳ بهمن ۱۳۸۵ با شمارهٔ ثبت ۱۷۲۴۷ به‌عنوان یکی از آثار ملی ایران به ثبت رسیده است.